# Fédération de chambres et associations de commerce et de production du Venezuela
La Fedecámaras, la « Fédération de chambres et associations de commerce et de production » du Venezuela (en espagnol : Federación de Cámaras y Asociaciones de Comercio y Producción de Venezuela) est la principale organisation de syndicats patronaux du Venezuela.
Cette organisation comporte 13 secteurs économiques : commerce et services, industrie, bâtiment et travaux publics, tourisme, finance, assurances, secteur agricole, secteur de l’élevage, secteur minier, énergie, transport, télécommunications et média. Elle a également 23 organisations au niveau des états fédérés qui forment les Fedecámaras régionales.
L'organisation s'oppose au gouvernement d'Hugo Chávez et proposait de continuer de payer les salaires des grévistes lors des troubles de 2002 et 2003.